# Municipio IX (2001-2013)
Pour l’article homonyme, voir Municipio IX (2013).

Localisation de l'ancien Municipio IX sur la carte administrative de Rome avant 2013.

Le  Municipio IX, dit San Giovanni, est une ancienne subdivision administrative de Rome située au sud du centre de la ville.

## Historique
En mars 2013, il est fusionné avec l'ancien Municipio X pour former le nouveau Municipio VII.

## Subdivisions
Il était composé des quartiers de : 
- Tuscolano (partiellement),
- Appio-Latino (partiellement),
- Prenestino-Labicano (partiellement).

Il était également divisé en cinq zones urbanistiques :
- 9a - Tuscolano Nord
- 9b - Tuscolano Sud
- 9c - Tor Fiscale
- 9d - Appio
- 9e - Latino